# إقليم سينغيدا
إقليم سينغيدا (بالسواحلية: Mkoa wa Singida)‏ هو واحد من 31 إقليم إداري في تنزانيا. العاصمة الإقليمية هي بلدية سينغيدا. يحد الإقليم من الشمال إقليم شينيانغا وإقليم سيميو ‏ وإقليم أروشا، ومن الشمال الشرقي إقليم مانيارا، ومن الشرق إقليم دودوما، ومن الجنوب الشرقي إقليم إيرينغا، ومن الجنوب الغربي إقليم مبيا ومن الغرب إقليم تابورا.
يمكن الوصول إلى إقليم سينغيدا من أروشا عبر باباتي وكاتيشي في إقليم مانيارا. من دار السلام، يمكن الوصول إلى إقليم سينغيدا عبر موروغورو ودودوما. من موانزا، يمكن الوصول إلى الإقليم عبر شينيانجا ‏ ونزيغا ‏. كل هذه الطرق سالكة على مدار السنة مع نوعية جيدة من الطرق المعبدة.

## موقع جغرافي
يقع إقليم سينغيدا أسفل خط الاستواء بين خطي العرض 3052' و 7034'. يقع الإقليم طوليًا بين 33027 'و 350 26' شرق غرينتش. إلى الشمال، تشترك في حدودها مع إقليم شينيانغا ؛ أروشا ومانيارا ومن الشرق حدود دودوما. من الجنوب تشترك في الحدود مع إيرينغا ومبيا بينما توجد إقليم تابورا في الغرب.
تبلغ مساحة إقليم سينغيدا الإجمالية 49438 كم 2، منها 95.5 كم 2 أو 0.19 في المائة تغطيها المسطحات المائية لبحيرة إياسي، كيتانجيري، سينغيداني، كينداي، مونانج وبالينجيدا. المتبقية 49342.5 كم 2 هي مساحة الأرض. تعتبر إقليم سينغيدا ليست صغيرة ولا كبيرة. إنه رقم 13 من حيث الحجم ويحتل حوالي 5.6 في المائة من إجمالي مساحة البر الرئيسي لتنزانيا البالغة 881.289 كم 2.

## مناخ

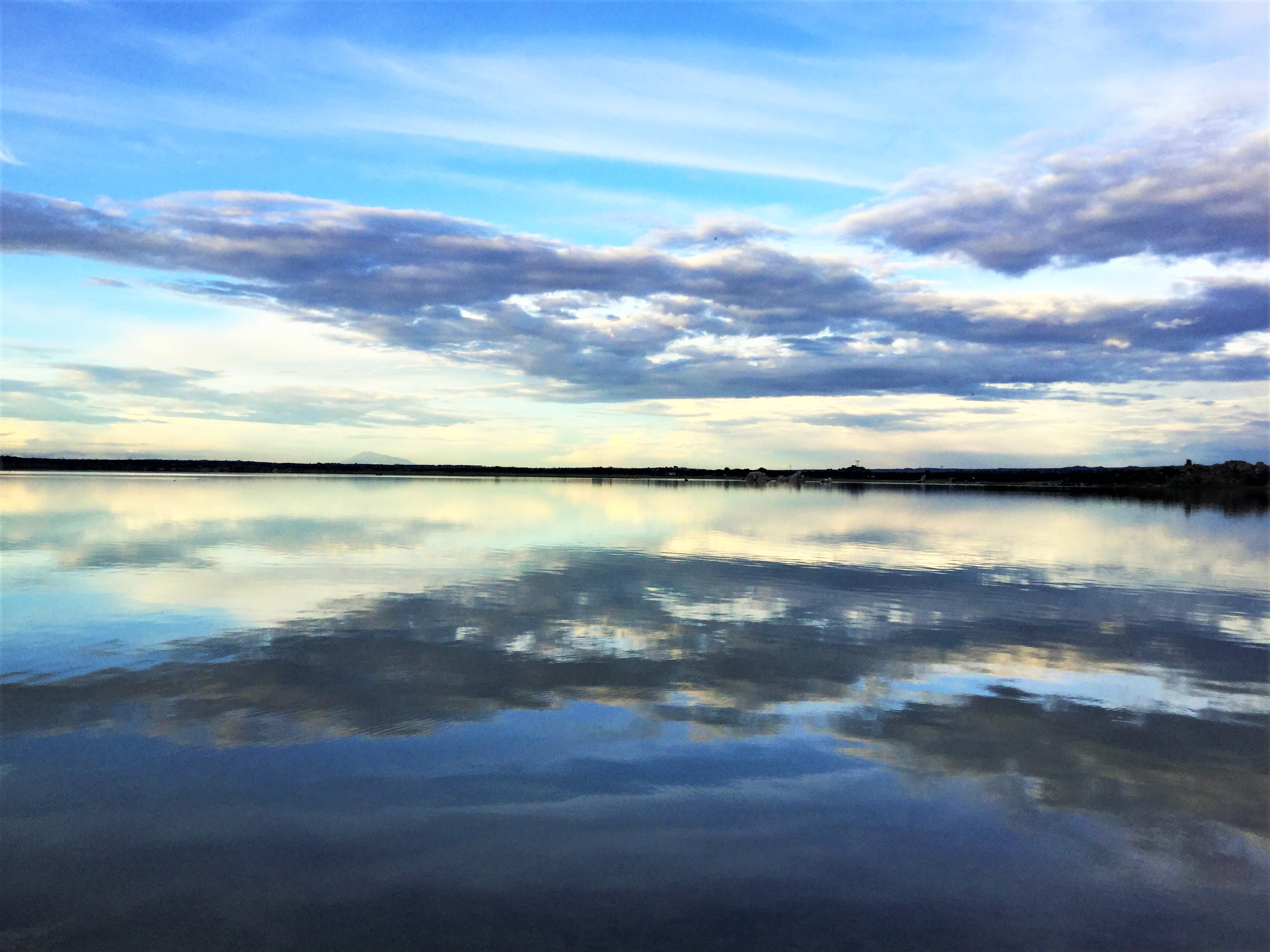
بحيرة سينغيداني في إقليم سينغيدا.

هناك سمتان رئيسيتان للمناخ الإقليم هما درجة الحرارة وهطول الأمطار. يشكل الإقليم جزءًا من المنطقة الوسطى شبه القاحلة في تنزانيا، والتي تعاني من قلة هطول الأمطار وقصر مواسم الأمطار التي غالبًا ما تكون غير منتظمة، مع جفاف واسع الانتشار إلى حد ما في سنة واحدة من كل أربعة. يتراوح إجمالي هطول الأمطار من 500 ملم إلى 800 ملم في السنة، مع ارتفاع التباين الجغرافي والموسمي والسنوي. هناك موسمان محددان بشكل جيد، موسم الأمطار القصير خلال الأشهر من ديسمبر إلى مارس وقد يصل في بعض الأحيان إلى أبريل وموسم الجفاف الطويل من أبريل إلى نوفمبر.
تقع المناطق الأكثر رطوبة في إقليم سينغيدا على طول الجرف بالقرب من كيومبوا في ولاية إيرامبا وفي الجنوب الغربي من ولاية مانيوني بالقرب من لاونغوا، حيث يتجاوز متوسط هطول الأمطار السنوي على المدى الطويل 800 مم. متوسط هطول الأمطار السنوي في حدود 600 ملم إلى 800 مم على مساحات كبيرة من مقاطعتي إرامبا وسينغيدا. على الجانب الشرقي من ولاية مانيوني بالقرب من مستنقع باهى ومنخفض الوادي المتصدع في قسمي مجوري وشيلوي، تقع المنطقة الأكثر جفافاً في الإقليم حيث يقل متوسط هطول الأمطار السنوي عن 550 مم. المتوسط الإقليمي السنوي لهطول الأمطار هو 700 مم.
تختلف درجات الحرارة في الإقليم وفقًا للارتفاع ولكنها تتراوح عمومًا من حوالي 15 درجة مئوية في يوليو إلى 30 درجة مئوية خلال شهر أكتوبر. علاوة على ذلك، لوحظت اختلافات في درجات الحرارة بين النهار والليل وقد تكون عالية جدًا، مع ارتفاع درجات الحرارة بعد الظهر إلى 35 درجات مئوية وليالي باردة تنخفض إلى 10 درجة مئوية.
تتبع الرياح نمط الرياح الموسمية الشمالية الشرقية خلال الأشهر من نوفمبر إلى مارس والجنوب الشرقي لبقية العام (موسم الجفاف). في الفترة من مايو إلى أكتوبر، تكون الرياح عادة جافة وتساهم في شبه الجفاف في الإقليم. حقيقة أن سرعات الرياح القصوى تتزامن مع فترة نقص المياه الأكبر تؤكد التأثير المناخي لهذه الرياح على فقدان الرطوبة وبالتالي التصحر.

## اقتصاد
يعتمد اقتصاد سينغيدا بشكل كبير على الزراعة. يعمل معظم السكان، بما في ذلك الأطفال، على نطاق واسع في المزارع خلال موسم الأمطار بين ديسمبر ومارس. الإقليم ريفي في الغالب حيث يعمل 95 % من السكان على إنتاج الأراضي. تجعل الزراعة 60% من إجمالي الدخل للإقليم . إلى جانب الزراعة، تشمل القطاعات الإنتاجية الرئيسية الأخرى الثروة الحيوانية والموارد الطبيعية وصناعة التعدين والتجارة.
تشمل المحاصيل الغذائية الرئيسية في إقليم سينغيدا الذرة والدخن والذرة الرفيعة والأرز والكسافا والبطاطا الحلوة. تزرع هذه المحاصيل خلال موسم الأمطار. تشمل بعض المحاصيل النقدية عباد الشمس والقطن والتبغ والقمح والفول والفول السوداني والبازلاء والبصل. تشكل منطقة الرعي في سينغيدا 40 % من الإقليم، ومع ذلك، فإن 80 % من الإقليم مصاب بذبابة تسي تسي، مما يترك 20 % فقط للرعي. ينتج الرعي الجائر عن مساحة صغيرة من الأراضي الصالحة للرعي في الإقليم مما يقلل من إنتاجية الثروة الحيوانية.
تمتلك سينغيدا عددًا كبيرًا من الماشية يُقدر بحوالي 1.4 مليون رأس ماشية و 0.7 مليون ماعز و 0.4 مليون رأس من الأغنام و 4200 حمار و 1.1 مليون دجاجة. تحتل الثروة الحيوانية المرتبة الثانية كمورد رئيسي للاقتصاد. وهذا يشمل، سبل العيش، وتصدير لحوم البقر التي تُعد تجارة رئيسية محليا ووطنيا. المساهمات الأخرى للاقتصاد هي التعدين والبدء والموارد الطبيعية التي تتكون من الحراجة الزراعية والحياة البرية وتربية النحل وصيد الأسماك. لدى الإقليم مساهمة ضئيلة في الإنتاج الصناعي والنشاط التجاري. ومع ذلك، فقد أظهرت الأبحاث نموًا محتملاً في الأعمال التجارية والصناعات الصغيرة بمهارات محلية من الناس. لدى سينغيدا زيادة تدريجية في دخل الناتج المحلي الإجمالي في تنزانيا. يساهم بنسبة 3 % في ناتج المحلي الإجمالي لحكومة تنزانيا.
الوضع الاجتماعي والاقتصادي في سينغيدا جيد بشكل لائق. في معظم الحالات، تتجاوز سينغيدا بشكل إيجابي المعايير الوطنية فيما يتعلق بوفيات الأطفال ونسبة الوحدة الصحية إلى عدد السكان ومعدل وفيات الأمهات. لدى الإقليم تعليم ابتدائي وثانوي غير متطور. لا يوجد سوى 351 مدرسة ابتدائية وثانوية.
التوظيف في سينغيدا بشكل عام يعتمد على الأفراد أنفسهم. تعد فئة الشباب ومتوسطي العمر الأكثر نشاطا اقتصاديا. يُهيمن الرجال على معظم المهن. تعمل النساء في الغالب في مجال الزراعة. غالبية العاملين يتواجدون في المناطق الريفية من الإقليم.

## الثقافات والجماعات العرقية
يعد إقليم سينغيدا موطنًا لأكثر من مليون نسمة. هناك عدد من السكان المختلفين الذين يشغلون هذه الإقليم. تُعرف إحدى المجموعات العرقية في هذه الإقليم باسم شعب تورو، وهي المجموعة العرقية الأبرز في الإقليم حيث يبلغ عدد سكانها حاليًا أكثر من 1،000،000 عضو ويقيم معظمهم في إقليم سينغيدا. تمارس هذه المجموعة المسيحية بشكل أساسي وأيضًا شكل من أشكال الروحانية حيث تلعب عبادة الشمس دورًا كبيرًا في حياتهم اعتمادًا على الزراعة. يعتمد التورو أيضًا بشكل كبير على إنتاج الحبوب لأغراض اقتناء الماشية، وهي سلعة مهمة جدًا بالنسبة إليهم. ينتجون في المقام الأول محاصيل مثل uwele والذرة والماتاما ويعتمد التورو على الزوجات في المجتمع لجني المحاصيل وهم عنصر ضخم في اقتصاد التورو، حيث تُصنف ثروة العروس عن طريق الماشية غالبًا من أجل الحصول على عروس. شعب النيامويزي هم قبيلة يعود موطن أجدادها إلى أجزاء معينة من سينغيدا. تعيش هذه القبيلة على زراعة الحبوب وتنتج في المقام الأول محاصيل مثل الذرة الرفيعة والدخن والأرز. لدى النيامويزي مجموعات النسب الأمومية. تعد عبادة الأجداد أيضًا جزءًا لا يتجزأ من  النيامويزي وهم يتطلعون أيضًا إلى الآلهة والأرواح العالية للحصول على التوجيه. يتمركز شعب الإيسانزو في ولاية إرامبا في إقليم سينغيدا. يتحدث شعب الإيسانزو لغة البانتو المسماة كينيهانزو (Kinyihanzu) ويبلغ عدد سكانها حوالي 87000 شخص. الإيسانزو هم أيضًا مزارعون يعيشون على الذرة الرفيعة والدخن والذرة. بعض الإيسانزو هم أيضًا عمال مهاجرون في أجزاء أخرى من البلاد ؛ ولديهم أيضا النسب الأمومي. يعيش شعب الداتوغا أيضًا في أجزاء معينة من إقليم سينغيدا، واعتبارًا من عام 1996، كان هناك ما يقرب من 100000 شخص من الداتوعا. وهم يمارسون المسيحية بشكل أساسي ولكن لديهم تمسك قوي بالممارسات التقليدية المتجذرة في المعتقدات الروحانية. وهذا يستلزم الاعتماد على صناعة المطر والشعوذة، والاحترام الشديد والاحترام للأسلاف الذين يتطلعون إلى التوجيه الروحي. يتحدث الداتوغا بشكل أساسي لغة الداتوغا وهم سابقًا كانوا شعب رحل، ويعتمد الكثيرون الآن على الزراعة والمحاصيل الزراعية مثل الذرة والفاصوليا والدخن. تمارس هذه المجموعة أيضًا تعدد الزوجات وترتيب الزوجات على أساس الزواج.

## سياسة
الحزب السياسي الرئيس الذي يمثل الحكومة التنزانية هو تشاما تشا مابيندوزي ‏ (CCM)، والذي يكون الرؤساء فيه لمدة خمس سنوات ويمكن إعادة انتخابهم مرة واحدة. يدير إقليم سينغيدا مجلس مدينة بقيادة المفوض الإقليمي هون. د. ب. ماهينج. عضو البرلمان الحالي الذي يمثل سينغيدا هو هون. موسى سيما.

## التقسيمات الإدارية

### الولايات
ينقسم إقليم سينغيدا إلى ست ولايات، يدير كل منها مجلس (ملاحظة: تغيرت الولايات بين تعداد عام 2002 وتعداد عام 2012 بحيث لا يمكن مقارنة الأرقام بشكل مباشر):
| </img>  | ولاية إرامبا ‏          | 236،282   | 368131    |
| </img>  | ولاية إكونجي ‏          | 272959    | -         |
| </img>  | ولاية مانيوني ‏         | 296763    | 205423    |
| </img>  | ولاية مكالاما ‏         | 188733    | -         |
| </img>  | ولاية سينغيدا ‏         | 225.521   | 401850    |
| </img>  | ولاية سينغيدا الحضرية ‏ | 150379    | 115354    |
| </img>  | ولاية إتيجي ‏*          |           |           |
| المجموع |                        | 1،370،637 | 1،090،758 |

ملحوظة:
* - كانت جزءًا من ولاية مانيوني سابقًا حتى عام 2015 

## روابط خارجية
- Official website
- موقع المكتب الوطني للإحصاء (روابط لتعداد 2012)
- الصفحة الرئيسية لإقليم سينغيدا للتعداد الوطني لعام 2002 في تنزانيا
- دليل قاعدة بيانات الحكومة التنزانية